# کارلو کوپاری
کارلو کوپاری (انگلیسی: Carlo Coppari؛ زادهٔ ۲۶ مهٔ ۱۹۸۹) بازیکن فوتبال است.